# Internationale overeenkomst voor veilige containers
De Internationale overeenkomst voor veilige containers (International Convention for Safe Containers, CSC-verdrag) is een verdrag betreffende de veiligheid van het vervoer van goederen over zee per container. Het verdrag werd in 1972 goedgekeurd op een conferentie bijeengeroepen door de Internationale Maritieme Organisatie en de Verenigde Naties. 
Het verdrag heeft twee doelen:
- ten eerste moet het de veiligheid garanderen voor de mensen die de containers transporteren en ermee werken. Dit kan gebeuren via testprocedures met daaraan verbonden strenge voorwaarden in verband met de sterkte van de containers
- ten tweede moet het internationaal vervoer van containers vergemakkelijken door uniforme veiligheidsvoorschriften. Deze voorschriften moeten van toepassing zijn op alle vervoerwijzen.

De eisen van het verdrag zijn van toepassing op de meeste soorten containers, behalve de containers die speciaal ontworpen zijn voor het vervoer door de lucht. Het verdrag geldt alleen voor containers met hoekstukken. De hoekstukken zorgen ervoor dat men de container makkelijk kan laden, stapelen en lossen.
Bijlage I houdt voorschriften in die te maken hebben met het testen, inspecteren, goedkeuren en onderhouden van containers. Bijlage II dekt de structurele veiligheidseisen en de details over de testprocedures.

## Geschiedenis
In de jaren 1960 was er een snelle toename in het gebruik van containers voor het vervoeren van goederen over zee. Er werden steeds meer gespecialiseerde containerschepen ontwikkeld. In 1967 begon de Internationale Maritieme Organisatie (IMO) een onderzoek naar de veiligheid van de containervervoer over zee . De container zelf werd als belangrijkste aspect beschouwd.
De IMO heeft in samenwerking met de Europese economische commissie van de Verenigde Naties een kladversie van het verdrag opgesteld. Het verdrag is in 1972 goedgekeurd op een conferentie bijeengeroepen door de IMO en de Verenigde Naties.